# Petromica citrina
Petromica citrina är en svampdjursart som beskrevs av Muricy, Hajdu, Minervino, Madeira och Peixinho 200. Petromica citrina ingår i släktet Petromica och familjen Desmanthidae.
Artens utbredningsområde är havet utanför Brasilien. Inga underarter finns listade i Catalogue of Life.